# Montagne, Isère
Montagne este o comună în departamentul Isère din sud-estul Franței. În 2009 avea o populație de 1.237 de locuitori.

## Evoluția populației
| An        | 1975 | 1982 | 1990 | 1999 | 2006  | 2009  |
| --------- | ---- | ---- | ---- | ---- | ----- | ----- |
| Populație | 726  | 736  | 905  | 921  | 1.104 | 1.237 |